# Marek Zaidlewicz
Marek Jan Zaidlewicz (ur. 4 stycznia 1939 roku w Dźwierznie) – polski chemik, profesor chemii organicznej.

## Życiorys
W 1955 roku ukończył Liceum Ogólnokształcące w Chełmży. Następnie podjął studia chemiczne na Uniwersytecie Mikołaja Kopernika w Toruniu, które ukończył w 1960 roku. Pięć lat później uzyskał stopień doktora za pracę Badania nad układem 1,3-dwumetylo-1-etylocykloheksadienu-3,5. Habilitował się w 1976 roku za rozprawę zatytułowaną Borowodorowanie dwufunkcyjnych związków alicyklicznych. W 1990 roku uzyskał tytuł profesora.
W latach 1990–2005 był zasiadał w Senacie UMK. Był dziekanem Wydziału Chemii w latach 1993-99 oraz prorektorem ds. współpracy z zagranicą w latach 1999-2005. Był także kierownikiem Zakładu Chemii Organicznej. Głównymi kierunkami jego badań były: chemia i synteza organiczna związków boroorganicznych i chemia związków naturalnych.
Od 1990 roku jest członkiem PTCh, a od 1991 członkiem IUPAC. W 1995 roku został członkiem Rady Naukowej Instytutu Chemii Organicznej Polskiej Akademii Nauk.

## Odznaczenia
- Nagroda Ministerstwa Nauki, Szkolnictwa Wyższego i Techniki (1978, 1983)
- Nagroda Ministerstwa Edukacji Narodowej (1992, 2002)
- Medal Komisji Edukacji Narodowej (1994)

## Wybrane publikacje
- Enolboration of Conjugated Ketones, Synthesis of Boranic Acids and and β-amino Alcohols, Boron chemistry at the beginning of the 21s' century, Ed. by Yu. N. Bubnov, Moscow 2002, 78-86
- Enolboration of Conjugated Ketones and Synthesis of β-amino Alcohols and Boronated α-amino Acids, Pure and Applied Chemistry, 2003, 75, 1349-1355
- Synthesis of boronated phenylalanine analogues with a quaternary center for boron neutron capture therapy, ARKIVOC, 2004, (iii), 11-21
- Enantioselective Reduction of Benzofuryl Halomethyl Ketones: Asymmetric Synthesis of (R)-bufuralol, Tetrahedron: Asymmetry, 2005, 16, 3205-3210
- Asymmetric synthesis of 5-lipoxygenase inhibitors, BioBor – Exploring New Opportunities of Boron Chemistry Towards Medicine. Lodz, Poland, 9-12 May 2008, 142-152
- Asymmetric synthesis of N-1-(heteroaryl)ethyl-N-hydroxyureas, Tetrahedron: Asymmetry, 2008,19, 956-963
- Tetrahedron: Asymmetry, 2008, 19, s. 788-795
- Synthesis of Fluorinated 2,3-Disubstituted Benzofurans Potential β-Amyloid Aggregation Inhibitors, Heterocydes, 2010, 80, s. 663-668